# Iglesia de San Juan Bautista (Villa de Arico)
La iglesia de San Juan Bautista, situada en el término municipal de Arico, isla de Tenerife (Canarias, España), y su entorno constituyen el conjunto arquitectónico más destacado de la Villa de Arico. Ésta fue declarada monumento histórico artístico en 2005.
En esta iglesia se venera la pequeña imagen gótica de Nuestra Señora de Abona, la cual es patrona del sur de Tenerife y patrona y alcaldesa perpetua del municipio de Arico.

## Historia
La fundación de la primitiva ermita de San Juan en Arico se puede fechar a finales del siglo XVI por el capitán Juan González Gómez. Pertenecía a la jurisdicción administrativa y parroquial de San Pedro de Vilaflor, creada a principios del siglo XVI y parroquia matriz de todo el Sur insular. La primitiva ermita fue erigida parroquia en 1639, segregándose de la de San Pedro de Vilaflor a instancia de los principales vecinos de Arico, inductores del levantamiento de la iglesia parroquial de San Juan Bautista, a principios del siglo XVII, quienes dotaron la cofradía del Santísimo Sacramento de dicha parroquia.

## Características Generales

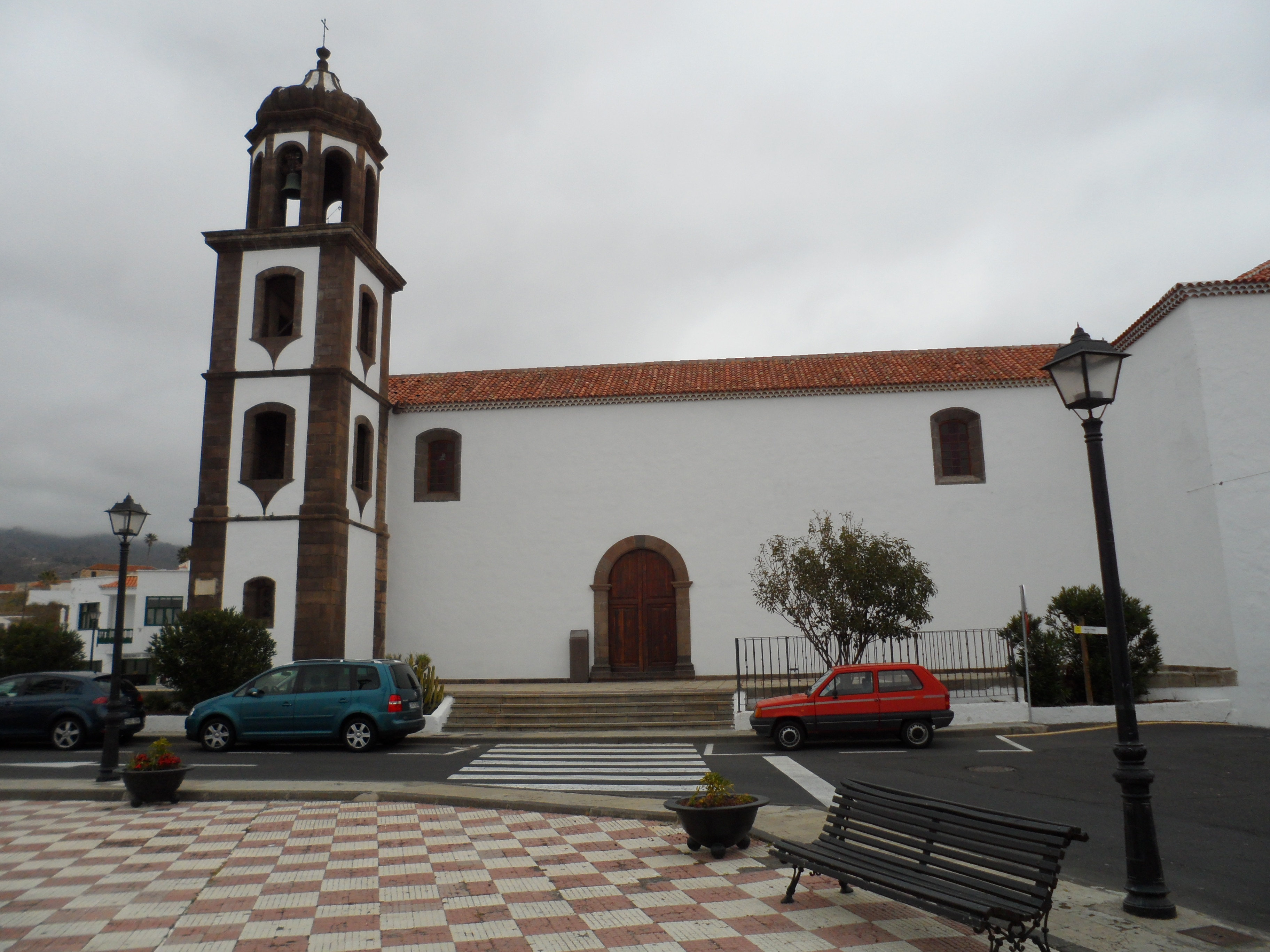
Vista lateral

El edificio actual data del siglo XVIII, consta de una sola nave, con capilla mayor y dos colaterales en forma de cruz latina, y techumbres artesonados. Iniciado en 1747 por el maestro Juan de Armas, importante alarife de La Orotava, llamado para agrandar el templo, debido al crecimiento poblacional, levantó la capilla mayor que se terminaría en 1755.
En ese año se acometió la construcción del artesonado y la techumbre de la capilla mayor, por el maestro ensamblador Juan Perera. Juan de Armas labró, además, los arcos de la capilla mayor y de la escalinata del Presbiterio, y sentó el arco y la escalera; se hizo la sacristía nueva y se fabricó la nave. La fachada principal, obra también de Juan de Armas, está adornada con frontón de piedra, columnas y cristales al estilo jónico y, rematada en cornisa de piedra con pináculos. Por el lado sur tiene adosada una torre cuadrangular de tres cuerpos, rematada por un templete octogonal y una cúpula tardíos, realizados a mediados del siglo XIX por Antonio Martín Bautista, ayudado por Los Silvestres, procedentes de Gran Canaria.
Aunque construida dentro de las fechas que acotan el barroco, presenta en la bóveda de crucería del primer cuerpo de la torre un ejemplo del gótico tardío, realizada en cantería que debía proceder de la zona sur de la isla; la iglesia, como muestra de la arquitectura religiosa tradicional, presenta un predominio de la mampostería y la carpintería sobre la cantería, tal y como dictaba el medio. La fachada, claramente barroca, realizada en cantería, se asemeja a la de San Francisco en Santa Cruz de Tenerife y a la de Granadilla.

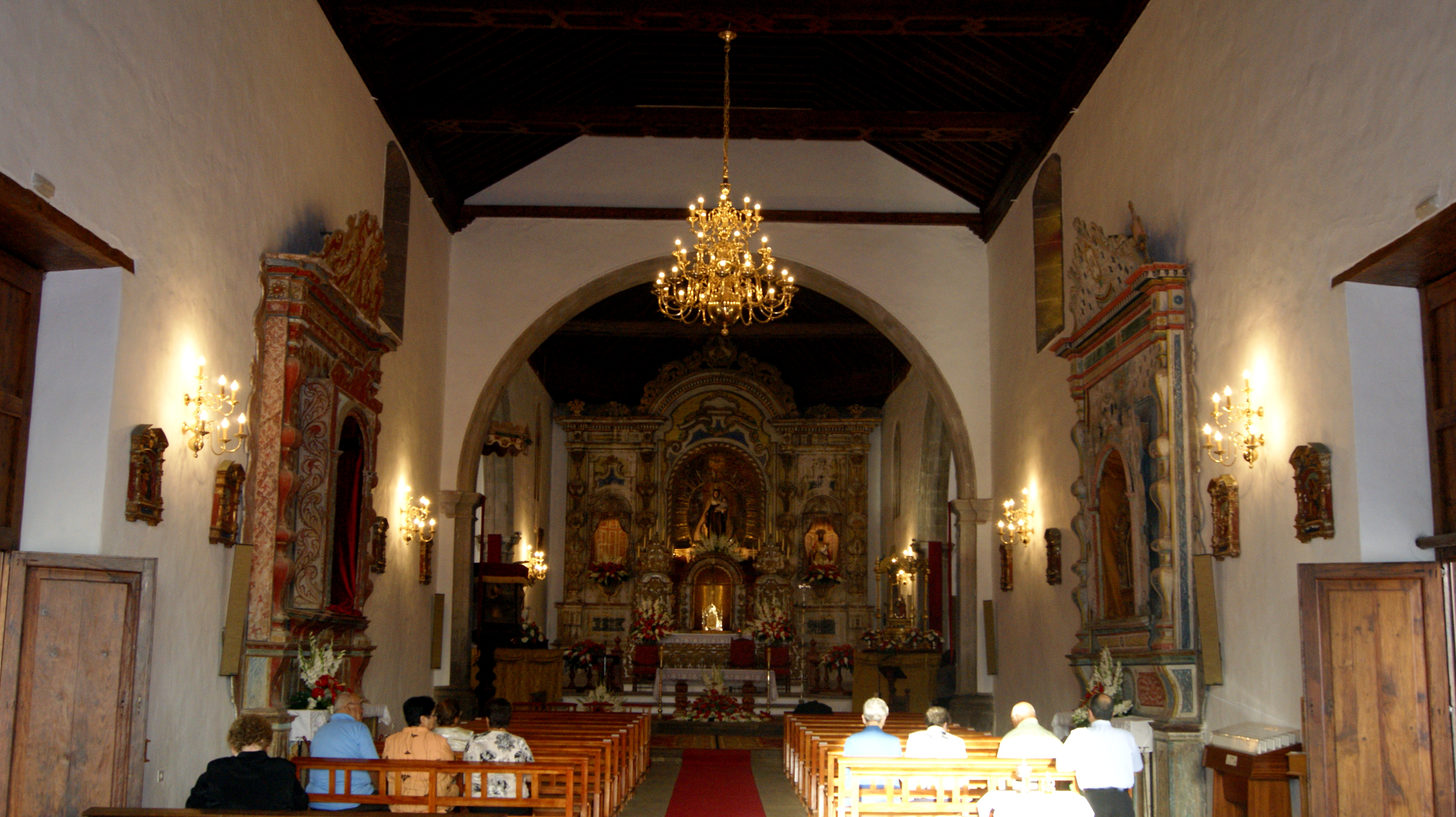
Interior

Entre los tesoros artísticos, destacan la imagen de la Virgen de Abona (patrona del municipio y del sur de la isla), de estilo gótico castellano, hallada en la playa de La Punta de Abona en 1722; la Virgen del Rosario, de 1684; una imagen policromada del Cristo de Costa Firme, de finales del siglo XVII, traída de América; la Virgen del Carmen, de escuela gaditana, fechada hacia 1767; San Juan Bautista, talla del siglo XVII. Dentro de la orfebrería sobresalen una custodia de plata dorada y repujada, de mediados del siglo XVIII; un bello cáliz de plata sobredorada, del siglo XVII; otro cáliz de plata dorada, de estilo barroco y escuela italiana, adquirido en 1710; y una valiosa cruz procesional de plata en su color.
Adosada a la Iglesia, en su costado derecho, está la casa parroquial, añadida a fines del siglo XIX, principios del siglo XX.

## Galería de imágenes

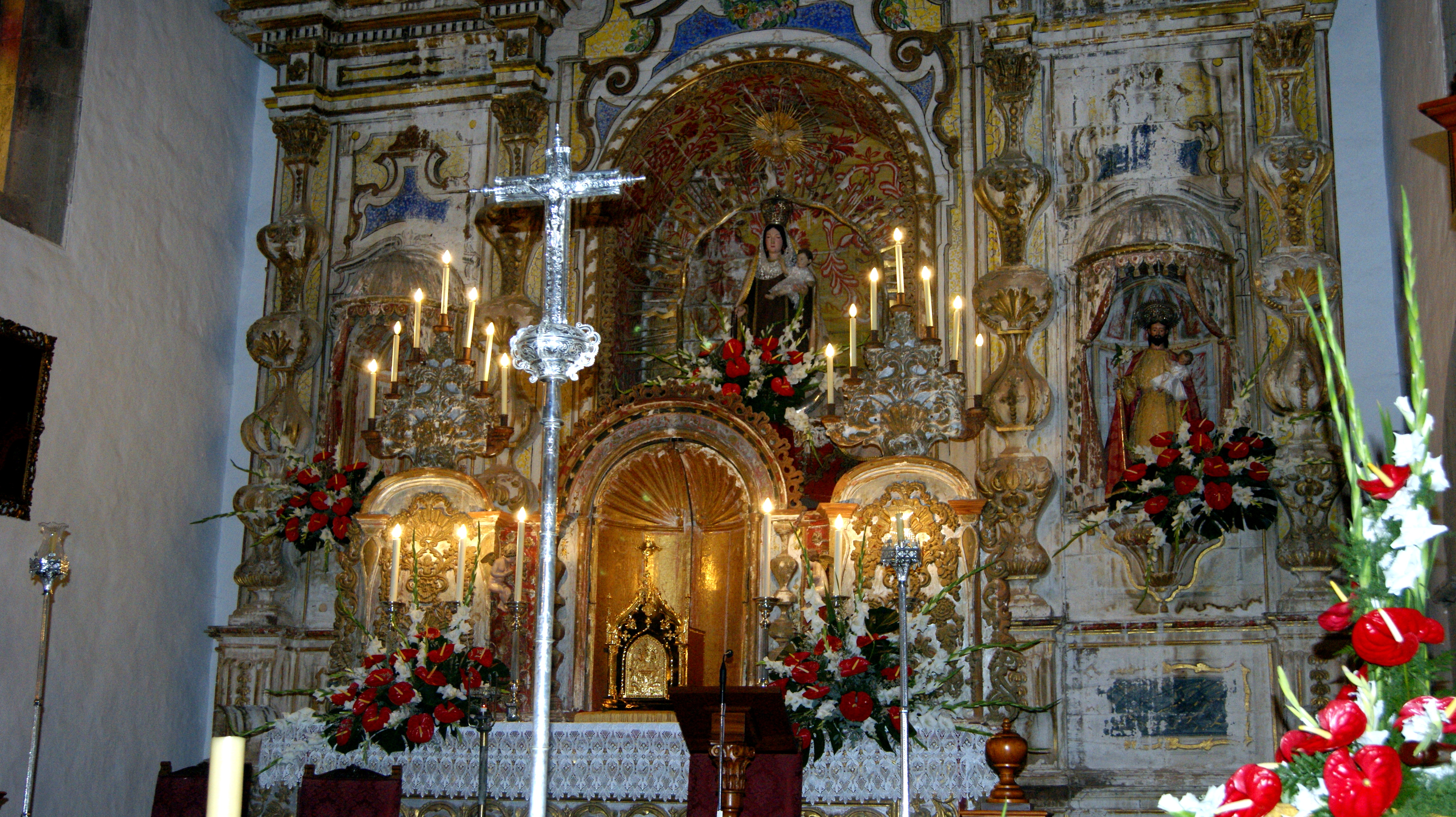
Retablo Mayor, Iglesia de San Juan Bautista
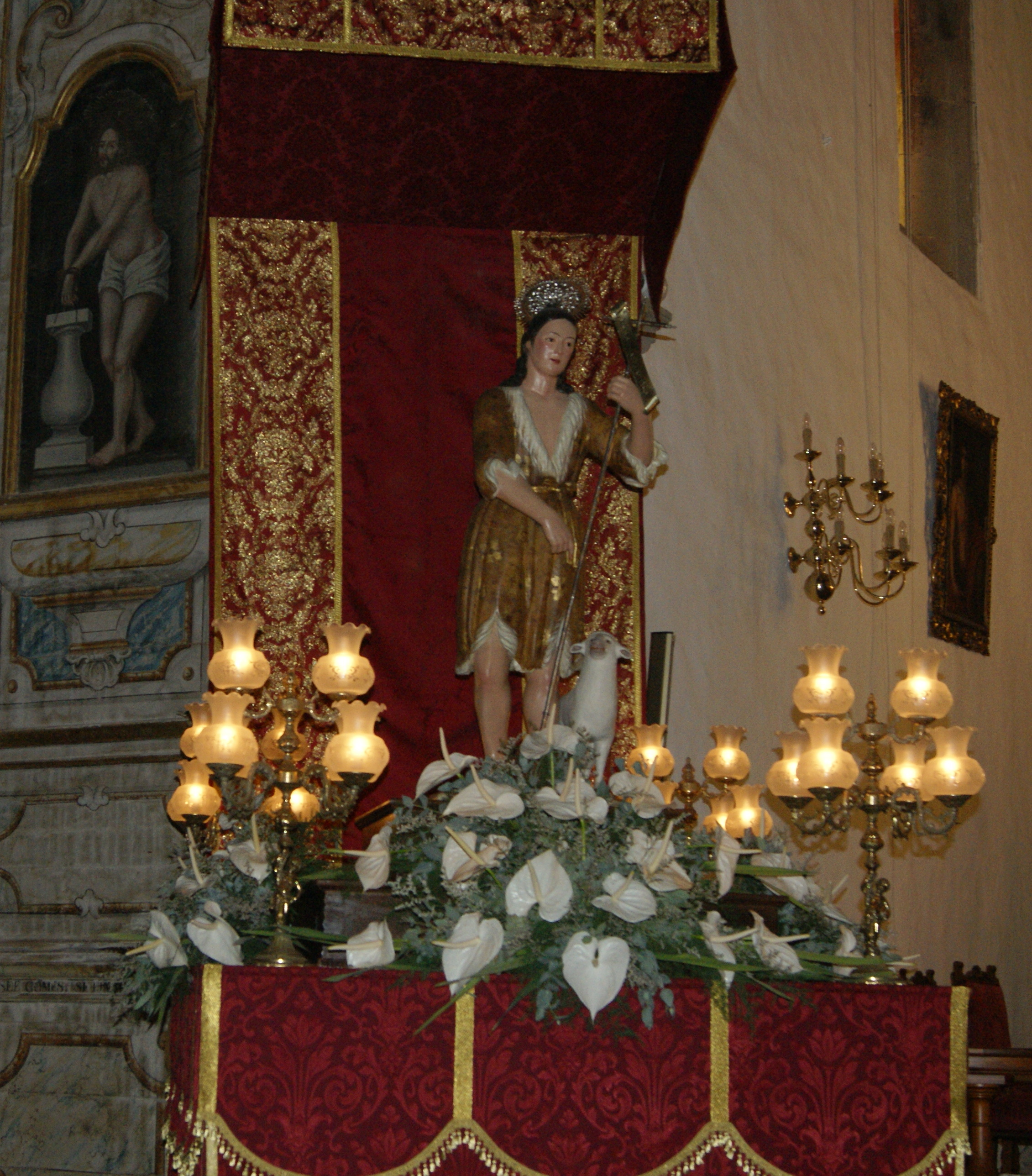
San Juan Bautista en su trono para sus fiestas.
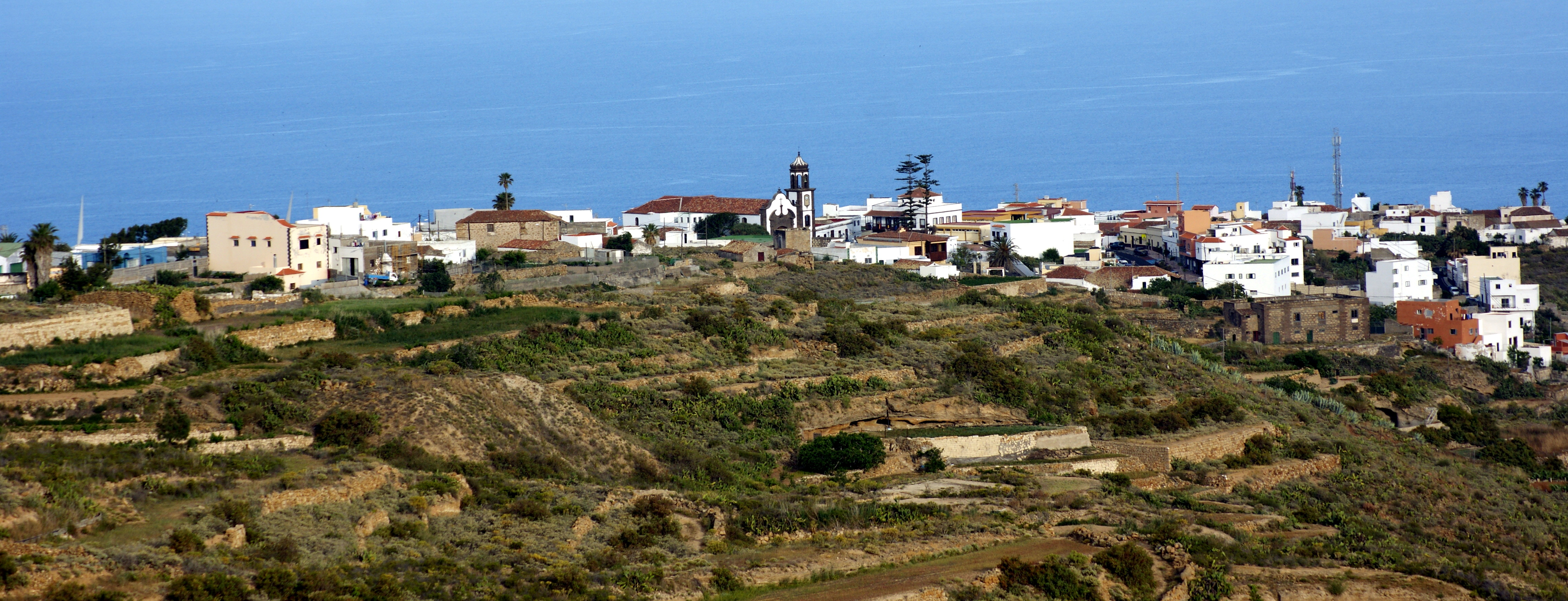
Villa de Arico
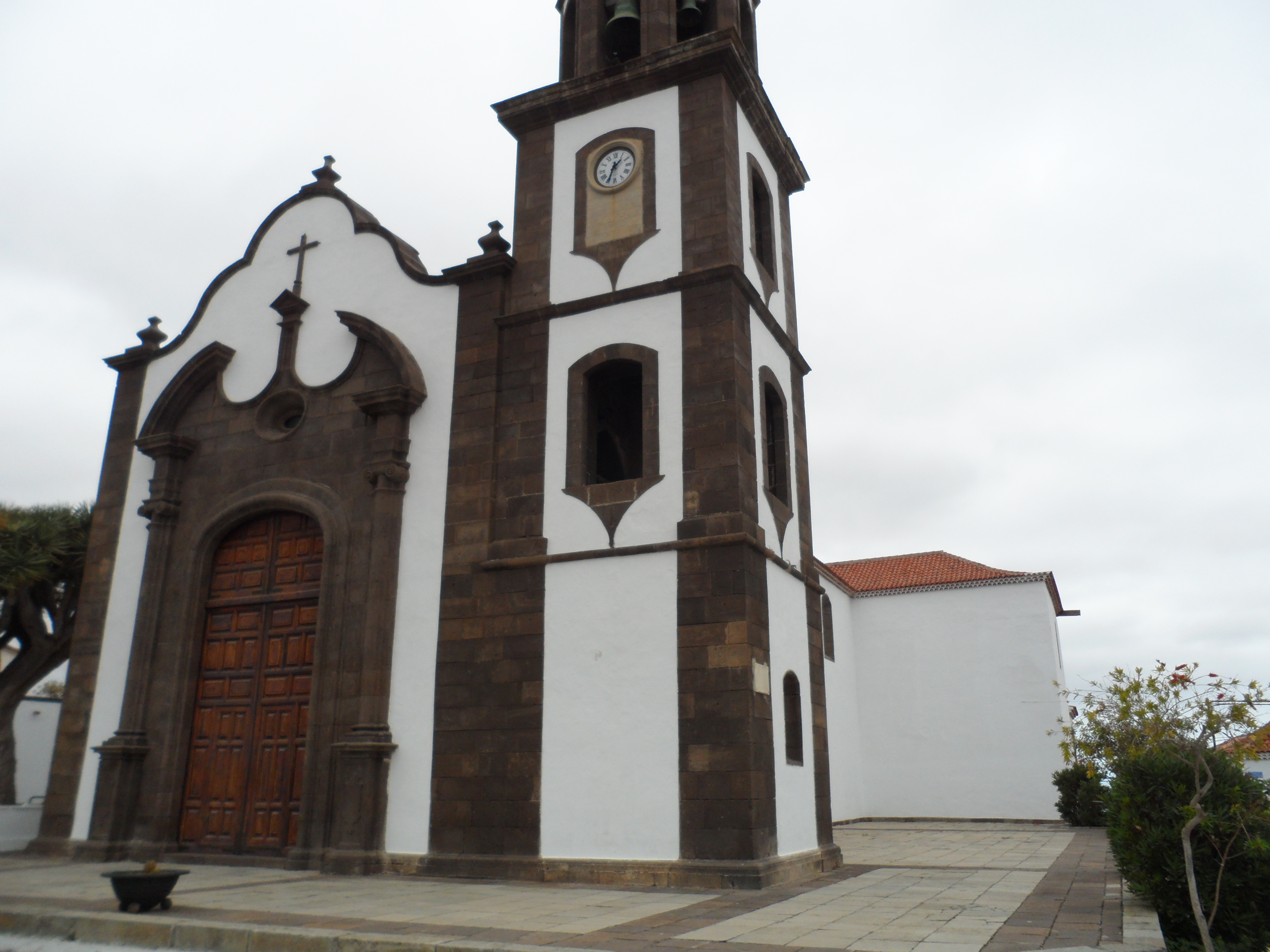
Iglesia de S. Juan Bautista.